# Raó
|  | Per a altres significats, vegeu «Raó (desambiguació)». |

La raó o racionalitat és una aptitud que consisteix a aplicar normes i lògica en el pensament per obtenir judicis, observacions comprovables o servir de base per a teories. En un sentit més reduït, vol dir capacitat per a establir inferències. La raó és estudiada per la psicologia i la filosofia, sobretot la branca de l'epistemologia.
El Renaixement i, sobretot la Il·lustració, són les èpoques en què s'ha donat més importància a la raó. Són períodes que coincideixen amb un auge de la ciència i un qüestionament de la religió. Els segueixen èpoques marcades per la passió.

## Etimologia
La paraula "raó" (ratio, en llatí) és una traducció del grec "logos", que volia dir alhora 'pensament', 'raó' i 'paraula', cosa que mostra fins a quin punt el llenguatge i el pensament estaven lligats en aquella cultura.

## Pensament racional
El pensament racional permet l'abstracció, l'associació d'idees, l'autoconsciència i els símbols, coses que no tenen els animals com ara els insectes o la gran majoria de peixos i rèptils, més lligats a l'instint i a una resposta unívoca al medi ambient (per això, es diu que no tenen raó, que són irracionals).
Estudis recents han permès demostrar la capacitat d'abstracció de pensament de diversos animals: rates, (corbs, els homínids, dofins, orques, etc.).
La raó, doncs, també està lligada a la capacitat per decidir entre diverses alternatives de conducta.

## Tipus
Max Weber distingeix entre quatre tipus de racionalitat: la instrumental, la moral, l'afectiva i la tradicional, segons l'àmbit en què s'apliqui el pensament racional.

## La irracionalitat
El terme "irracional" remet a tot un seguit de manifestacions diferents que coincideixen a no ser estrictament racionals. Per exemple:
- els sentiments
- l'inconscient
- les passions
- les malalties mentals
- les conductes absurdes de les masses
- la fe
- algunes decisions, com la de procrear[3]

## La racionalitat i la irracionalitat humana
Des de la filosofia de Descartes s'ha cregut a Occident que les persones són principalment racionals. Aquesta mentalitat tingué l'auge amb l'optimisme del segle xix.
Així i tot, hi ha estudis psicològics que han qüestionat aquesta assumpció o creença. Un experiment que s'ha repetit diverses vegades demostra que, malgrat que es mostren els fets a les persones, aquestes no canvien de creences. El sociòleg i economista de principis del segle xx, Vilfredo Pareto, ja considerava que la humanitat no és racional.